# NGC 3300
NGC 3300 este o galaxie LINER situată în constelația Leul. A fost descoperită în 1784 de către William Herschel. Se află la o distanță de 46,8 de megaparseci de Pământ.